# Saint-Prosper-de-Champlain
Saint-Prosper-de-Champlain es un municipio canadiense situado en la provincia de Quebec.

## Superficie
Saint-Prosper-de-Champlain tiene una superficie de 94,11 km².

## Demografía
En 2021, tenía 482 habitantes, una densidad poblacional de 5,1 hab./km², y 264 viviendas.